# Carvalhoa campanulata
Carvalhoa campanulata är en oleanderväxtart som beskrevs av Karl Moritz Schumann. Carvalhoa campanulata ingår i släktet Carvalhoa och familjen oleanderväxter. Inga underarter finns listade i Catalogue of Life.